# Мечи павиан
Мечият павиан (Papio ursinus) е вид бозайник от семейство Коткоподобни маймуни (Cercopithecidae).

## Разпространение и местообитание
Разпространен е в Ангола, Ботсвана, Лесото, Мозамбик, Намибия, Южна Африка, Свазиленд, Замбия и Зимбабве.